# Enjoy Illinois 300 2023
La Enjoy Illinois 300 2023 è stata una gara della NASCAR Cup Series tenutasi il 4 giugno 2023 al World Wide Technology Raceway di Madison, nell'Illinois, e la 2ª edizione dell'evento. Disputata su oltre 240 giri sullo speedway asfaltato di 1,25 miglia (2,01 km), è stata la 15ª gara della stagione 2023 della NASCAR Cup Series.

## Il contesto
Il World Wide Technology Raceway (precedentemente Gateway International Raceway e Gateway Motorsports Park) è una struttura per corse automobilistiche a Madison, Illinois, appena a est di Saint Louis, Missouri, vicino al Gateway Arch. Presenta un ovale di 1,25 miglia (2 chilometri) che ospita la NASCAR Cup Series, la NASCAR Craftsman Truck Series e la NTT IndyCar Series, un circuito stradale interno di 1,6 miglia (2,6 km) utilizzato dalla SCCA, dal Porsche Club of America e da vari club automobilistici e una pista di drag di un quarto di miglio che ospita l'evento annuale NHRA Midwest Nationals. Corey LaJoie ha sostituito Chase Elliott per la gara, che era stato fermato dalla direzione NASCAR per una collisione deliberata contro Denny Hamlin la gara precedente; Carson Hocevar, di conseguenza, ha preso guidato l'auto numero 7 di LaJoie.

### Partecipanti
- (R) denota un pilota al 1º anno di partecipazione (rookie).
- (i) denota un pilota non idoneo per i punti pilota della serie.

| Nº                           | Pilota              | Squadra                  | Costruttore |
| ---------------------------- | ------------------- | ------------------------ | ----------- |
| 1                            | Ross Chastain       | Trackhouse Racing        | Chevrolet   |
| 2                            | Austin Cindric      | Team Penske              | Ford        |
| 3                            | Austin Dillon       | Richard Childress Racing | Chevrolet   |
| 4                            | Kevin Harvick       | Stewart-Haas Racing      | Ford        |
| 5                            | Kyle Larson         | Hendrick Motorsports     | Chevrolet   |
| 6                            | Brad Keselowski     | RFK Racing               | Ford        |
| 7                            | Carson Hocevar (i)  | Spire Motorsports        | Chevrolet   |
| 8                            | Kyle Busch          | Richard Childress Racing | Chevrolet   |
| 9                            | Corey LaJoie        | Hendrick Motorsports     | Chevrolet   |
| 10                           | Aric Almirola       | Stewart-Haas Racing      | Ford        |
| 11                           | Denny Hamlin        | Joe Gibbs Racing         | Toyota      |
| 12                           | Ryan Blaney         | Team Penske              | Ford        |
| 14                           | Chase Briscoe       | Stewart-Haas Racing      | Ford        |
| 15                           | Gray Gaulding (i)   | Rick Ware Racing         | Ford        |
| 16                           | A. J. Allmendinger  | Kaulig Racing            | Chevrolet   |
| 17                           | Chris Buescher      | RFK Racing               | Ford        |
| 19                           | Martin Truex Jr.    | Joe Gibbs Racing         | Toyota      |
| 20                           | Christopher Bell    | Joe Gibbs Racing         | Toyota      |
| 21                           | Harrison Burton     | Wood Brothers Racing     | Ford        |
| 22                           | Joey Logano         | Team Penske              | Ford        |
| 23                           | Bubba Wallace       | 23XI Racing              | Toyota      |
| 24                           | William Byron       | Hendrick Motorsports     | Chevrolet   |
| 31                           | Justin Haley        | Kaulig Racing            | Chevrolet   |
| 34                           | Michael McDowell    | Front Row Motorsports    | Ford        |
| 38                           | Todd Gilliland      | Front Row Motorsports    | Ford        |
| 41                           | Ryan Preece         | Stewart-Haas Racing      | Ford        |
| 42                           | Noah Gragson (R)    | Legacy Motor Club        | Chevrolet   |
| 43                           | Erik Jones          | Legacy Motor Club        | Chevrolet   |
| 45                           | Tyler Reddick       | 23XI Racing              | Toyota      |
| 47                           | Ricky Stenhouse Jr. | JTG Daugherty Racing     | Chevrolet   |
| 48                           | Alex Bowman         | Hendrick Motorsports     | Chevrolet   |
| 51                           | J. J. Yeley (i)     | Rick Ware Racing         | Ford        |
| 54                           | Ty Gibbs (R)        | Joe Gibbs Racing         | Toyota      |
| 77                           | Ty Dillon           | Spire Motorsports        | Chevrolet   |
| 78                           | B. J. McLeod        | Live Fast Motorsports    | Chevrolet   |
| 99                           | Daniel Suárez       | Trackhouse Racing        | Chevrolet   |
| Lista ufficiale partecipanti |                     |                          |             |

## Prove libere
Joey Logano è stato il più veloce nella sessione di prove con un tempo di 32,881 secondi e una velocità di 136,857 mph (220,250 km/h).

### Risultati
| Pos                              | Nº | Pilota        | Squadra              | Costruttore | Tempo  | Velocità |
| -------------------------------- | -- | ------------- | -------------------- | ----------- | ------ | -------- |
| 1                                | 22 | Joey Logano   | Team Penske          | Ford        | 32"881 | 136,857  |
| 2                                | 5  | Kyle Larson   | Hendrick Motorsports | Chevrolet   | 32"892 | 136,811  |
| 3                                | 24 | William Byron | Hendrick Motorsports | Chevrolet   | 32"953 | 136,558  |
| Risultati ufficiali prove libere |    |               |                      |             |        |          |

## Qualifiche
Kyle Busch ha ottenuto la pole per la gara con un tempo di 32.802 e una velocità di 137.187 mph (220.781 km/h).

### Risultati
| Pos                                  | Nº | Pilota              | Squadra                  | Costruttore | R1     | R2     |
| ------------------------------------ | -- | ------------------- | ------------------------ | ----------- | ------ | ------ |
| 1                                    | 8  | Kyle Busch          | Richard Childress Racing | Chevrolet   | 33"025 | 32"802 |
| 2                                    | 12 | Ryan Blaney         | Team Penske              | Ford        | 32"792 | 32"810 |
| 3                                    | 11 | Denny Hamlin        | Joe Gibbs Racing         | Toyota      | 32"877 | 32"870 |
| 4                                    | 4  | Kevin Harvick       | Stewart-Haas Racing      | Ford        | 32"872 | 32"903 |
| 5                                    | 19 | Martin Truex Jr.    | Joe Gibbs Racing         | Toyota      | 32"979 | 33"001 |
| 6                                    | 22 | Joey Logano         | Team Penske              | Ford        | 33"074 | 33"006 |
| 7                                    | 24 | William Byron       | Hendrick Motorsports     | Chevrolet   | 32"998 | 33"030 |
| 8                                    | 1  | Ross Chastain       | Trackhouse Racing        | Chevrolet   | 32"847 | 33"090 |
| 9                                    | 45 | Tyler Reddick       | 23XI Racing              | Toyota      | 32"880 | 33"140 |
| 10                                   | 2  | Austin Cindric      | Team Penske              | Ford        | 32"919 | 33"203 |
| 11                                   | 16 | A. J. Allmendinger  | Kaulig Racing            | Chevrolet   | 33"008 | —      |
| 12                                   | 47 | Ricky Stenhouse Jr. | JTG Daugherty Racing     | Chevrolet   | 33"063 | —      |
| 13                                   | 99 | Daniel Suárez       | Trackhouse Racing        | Chevrolet   | 33"086 | —      |
| 14                                   | 21 | Harrison Burton     | Wood Brothers Racing     | Ford        | 33"106 | —      |
| 15                                   | 54 | Ty Gibbs (R)        | Joe Gibbs Racing         | Toyota      | 33"110 | —      |
| 16                                   | 3  | Austin Dillon       | Richard Childress Racing | Chevrolet   | 33"119 | —      |
| 17                                   | 20 | Christopher Bell    | Joe Gibbs Racing         | Toyota      | 33"148 | —      |
| 18                                   | 48 | Alex Bowman         | Hendrick Motorsports     | Chevrolet   | 33"149 | —      |
| 19                                   | 6  | Brad Keselowski     | RFK Racing               | Ford        | 33"151 | —      |
| 20                                   | 23 | Bubba Wallace       | 23XI Racing              | Toyota      | 33"191 | —      |
| 21                                   | 34 | Michael McDowell    | Front Row Motorsports    | Ford        | 33"194 | —      |
| 22                                   | 5  | Kyle Larson         | Hendrick Motorsports     | Chevrolet   | 33"209 | —      |
| 23                                   | 31 | Justin Haley        | Kaulig Racing            | Chevrolet   | 33"218 | —      |
| 24                                   | 10 | Aric Almirola       | Stewart-Haas Racing      | Ford        | 33"224 | —      |
| 25                                   | 14 | Chase Briscoe       | Stewart–Haas Racing      | Ford        | 33"277 | —      |
| 26                                   | 7  | Carson Hocevar (i)  | Spire Motorsports        | Chevrolet   | 33"279 | —      |
| 27                                   | 17 | Chris Buescher      | RFK Racing               | Ford        | 33"285 | —      |
| 28                                   | 38 | Todd Gilliland      | Front Row Motorsports    | Ford        | 33"321 | —      |
| 29                                   | 41 | Ryan Preece         | Stewart-Haas Racing      | Ford        | 33"435 | —      |
| 30                                   | 9  | Corey LaJoie        | Hendrick Motorsports     | Chevrolet   | 33"442 | —      |
| 31                                   | 43 | Erik Jones          | Legacy Motor Club        | Chevrolet   | 33"445 | —      |
| 32                                   | 42 | Noah Gragson (R)    | Legacy Motor Club        | Chevrolet   | 33"639 | —      |
| 33                                   | 77 | Ty Dillion          | Spire Motorsports        | Ford        | 33"778 | —      |
| 34                                   | 78 | B. J. McLeod        | Live Fast Motorsports    | Chevrolet   | 33"797 | —      |
| 35                                   | 15 | Gray Gaulding (i)   | Rick Ware Racing         | Ford        | 33"867 | —      |
| 36                                   | 51 | J. J. Yeley (i)     | Rick Ware Racing         | Ford        | 34"061 | —      |
| Risultati ufficiali delle qualifiche |    |                     |                          |             |        |        |

## Gara

### Risultati

#### Risultati Stage
Stage 1
Giri: 45
| Pos                         | Nº | Pilota           | Squadra                  | Costruttore | Punti |
| --------------------------- | -- | ---------------- | ------------------------ | ----------- | ----- |
| 1                           | 8  | Kyle Busch       | Richard Childress Racing | Chevrolet   | 10    |
| 2                           | 12 | Ryan Blaney      | Team Penske              | Ford        | 9     |
| 3                           | 11 | Denny Hamlin     | Joe Gibbs Racing         | Toyota      | 8     |
| 4                           | 19 | Martin Truex Jr. | Joe Gibbs Racing         | Toyota      | 7     |
| 5                           | 22 | Joey Logano      | Team Penske              | Ford        | 6     |
| 6                           | 4  | Kevin Harvick    | Stewart-Haas Racing      | Ford        | 5     |
| 7                           | 24 | William Byron    | Hendrick Motorsports     | Chevrolet   | 4     |
| 8                           | 1  | Ross Chastain    | Trackhouse Racing        | Chevrolet   | 3     |
| 9                           | 2  | Austin Cindric   | Team Penske              | Ford        | 2     |
| 10                          | 99 | Daniel Suárez    | Trackhouse Racing        | Chevrolet   | 1     |
| Risultati ufficiali Stage 1 |    |                  |                          |             |       |

Stage 2
Giri: 95
| Pos                         | Nº | Pilota              | Squadra                  | Costruttore | Punti |
| --------------------------- | -- | ------------------- | ------------------------ | ----------- | ----- |
| 1                           | 12 | Ryan Blaney         | Team Penske              | Ford        | 10    |
| 2                           | 8  | Kyle Busch          | Richard Childress Racing | Chevrolet   | 9     |
| 3                           | 11 | Denny Hamlin        | Joe Gibbs Racing         | Toyota      | 8     |
| 4                           | 24 | William Byron       | Hendrick Motorsports     | Chevrolet   | 7     |
| 5                           | 99 | Daniel Suárez       | Trackhouse Racing        | Chevrolet   | 6     |
| 6                           | 47 | Ricky Stenhouse Jr. | JTG Daugherty Racing     | Chevrolet   | 5     |
| 7                           | 22 | Joey Logano         | Team Penske              | Ford        | 4     |
| 8                           | 4  | Kevin Harvick       | Stewart-Haas Racing      | Ford        | 3     |
| 9                           | 1  | Ross Chastain       | Trackhouse Racing        | Chevrolet   | 2     |
| 10                          | 5  | Kyle Larson         | Hendrick Motorsports     | Chevrolet   | 1     |
| Risultati ufficiali Stage 2 |    |                     |                          |             |       |

#### Final Stage
Stage 3
Giri: 100
| Pos                      | Griglia | Nº | Pilota              | Squadra                  | Costruttore | Giri | Punti |
| ------------------------ | ------- | -- | ------------------- | ------------------------ | ----------- | ---- | ----- |
| 1                        | 1       | 8  | Kyle Busch          | Richard Childress Racing | Chevrolet   | 243  | 59    |
| 2                        | 3       | 11 | Denny Hamlin        | Joe Gibbs Racing         | Toyota      | 243  | 51    |
| 3                        | 6       | 22 | Joey Logano         | Team Penske              | Ford        | 243  | 44    |
| 4                        | 22      | 5  | Kyle Larson         | Hendrick Motorsports     | Chevrolet   | 243  | 34    |
| 5                        | 5       | 19 | Martin Truex Jr.    | Joe Gibbs Racing         | Toyota      | 243  | 39    |
| 6                        | 2       | 12 | Ryan Blaney         | Team Penske              | Ford        | 243  | 50    |
| 7                        | 13      | 99 | Daniel Suárez       | Trackhouse Racing        | Chevrolet   | 243  | 37    |
| 8                        | 7       | 24 | William Byron       | Hendrick Motorsports     | Chevrolet   | 243  | 40    |
| 9                        | 21      | 34 | Michael McDowell    | Front Row Motorsports    | Ford        | 243  | 28    |
| 10                       | 4       | 4  | Kevin Harvick       | Stewart-Haas Racing      | Ford        | 243  | 35    |
| 11                       | 17      | 20 | Christopher Bell    | Joe Gibbs Racing         | Toyota      | 243  | 26    |
| 12                       | 27      | 17 | Chris Buescher      | RFK Racing               | Ford        | 243  | 25    |
| 13                       | 10      | 2  | Austin Cindric      | Team Penske              | Ford        | 243  | 26    |
| 14                       | 11      | 16 | A. J. Allmendinger  | Kaulig Racing            | Chevrolet   | 243  | 23    |
| 15                       | 28      | 38 | Todd Gilliland      | Front Row Motorsports    | Ford        | 243  | 22    |
| 16                       | 23      | 31 | Justin Haley        | Kaulig Racing            | Chevrolet   | 243  | 21    |
| 17                       | 29      | 41 | Ryan Preece         | Stewart-Haas Racing      | Ford        | 243  | 20    |
| 18                       | 31      | 43 | Erik Jones          | Legacy Motor Club        | Chevrolet   | 243  | -41   |
| 19                       | 24      | 10 | Aric Almirola       | Stewart-Haas Racing      | Ford        | 243  | 18    |
| 20                       | 15      | 54 | Ty Gibbs (R)        | Joe Gibbs Racing         | Toyota      | 243  | 17    |
| 21                       | 30      | 9  | Corey LaJoie        | Hendrick Motorsports     | Chevrolet   | 243  | 16    |
| 22                       | 8       | 1  | Ross Chastain       | Trackhouse Racing        | Chevrolet   | 243  | 20    |
| 23                       | 14      | 21 | Harrison Burton     | Wood Brothers Racing     | Ford        | 243  | 14    |
| 24                       | 36      | 51 | J. J. Yeley (i)     | Rick Ware Racing         | Ford        | 243  | 0     |
| 25                       | 33      | 77 | Ty Dillon           | Spire Motorsports        | Chevrolet   | 243  | 12    |
| 26                       | 18      | 48 | Alex Bowman         | Hendrick Motorsports     | Chevrolet   | 243  | 11    |
| 27                       | 34      | 78 | B. J. McLeod        | Live Fast Motorsports    | Chevrolet   | 243  | 10    |
| 28                       | 19      | 6  | Brad Keselowski     | RFK Racing               | Ford        | 243  | 9     |
| 29                       | 35      | 15 | Gray Gaulding (i)   | Rick Ware Racing         | Ford        | 242  | 0     |
| 30                       | 20      | 23 | Bubba Wallace       | 23XI Racing              | Toyota      | 236  | 7     |
| 31                       | 16      | 3  | Austin Dillon       | Richard Childress Racing | Chevrolet   | 223  | 3     |
| 32                       | 12      | 47 | Ricky Stenhouse Jr. | JTG Daugherty Racing     | Chevrolet   | 219  | 10    |
| 33                       | 32      | 42 | Noah Gragson (R)    | Legacy Motor Club        | Chevrolet   | 197  | 4     |
| 34                       | 25      | 14 | Chase Briscoe       | Stewart-Haas Racing      | Ford        | 193  | 3     |
| 35                       | 9       | 45 | Tyler Reddick       | 23XI Racing              | Toyota      | 174  | 2     |
| 36                       | 26      | 7  | Carson Hocevar (i)  | Spire Motorsports        | Chevrolet   | 91   | 0     |
| Risultati ufficiali gara |         |    |                     |                          |             |      |       |

### Statistiche della gara
- Cambiamenti 1ª posizione: 10, con 5 piloti diversi
- Cautions/Giri: 11 caution per 67 giri
- Bandiere rosse: 3 per 1 ora, 59 minuti e 5 secondi (1 per un ritardo dovuto a fulmini, 1 per la pulizia della vettura incidentata e 1 per le riparazioni alla barriera di sicurezza di curva 1)
- Tempo di gara: 3 ore, 28 minuti e 16 secondi
- Velocità media: 87,508 miglia orarie (140,830 km/h)

## Classifica dopo la gara

### Classifica piloti
| 1                           | Ryan Blaney         | 495        |
| 2                           | William Byron       | 482 (–13)  |
| 3                           | Kevin Harvick       | 473 (–22)  |
| 4                           | Martin Truex Jr.    | 472 (–23)  |
| 5                           | Ross Chastain       | 466 (–29)  |
| 6                           | Christopher Bell    | 455 (–40)  |
| 7                           | Kyle Busch          | 451 (–44)  |
| 8                           | Denny Hamlin        | 451 (–44)  |
| 9                           | Kyle Larson         | 411 (–84)  |
| 10                          | Tyler Reddick       | 411 (–84)  |
| 11                          | Brad Keselowski     | 403 (–92)  |
| 12                          | Joey Logano         | 401 (–94)  |
| 13                          | Chris Buescher      | 393 (–102) |
| 14                          | Ricky Stenhouse Jr. | 368 (–127) |
| 15                          | Bubba Wallace       | 334 (–161) |
| 16                          | Daniel Suárez       | 313 (–182) |
| Classifica piloti ufficiale |                     |            |

### Classifica costruttori
| Pos | Costruttore | Punti     |
| --- | ----------- | --------- |
| 1   | Chevrolet   | 567       |
| 2   | Toyota      | 523 (–44) |
| 3   | Ford        | 512 (–55) |

- Nota: solo le prime 16 posizioni sono incluse per la classifica piloti.
- . – Il pilota si è assicurato un posto nei playoff della NASCAR Cup Series.